# 岡田秀春
岡田 秀春（おかだひではる、1964年3月20日 - ）は、日本の実業家。コンサート、ミュージカル、オペラ、レコーディング、映画、テレビ番組等のプロデューサー。
株式会社ピュアハーツ、株式会社トレジャーハート、有限会社ピュアハーツ音楽出版の創業者。2007年1月7日より、中島啓江と阪神・淡路大震災他様々な被災地に寄付金を送る為の無料コンサートを東京で始め、中島啓江が亡くなる2014年まで毎年続けた。2009年から「NPО法人音楽で日本の笑顔を」を設立し、理事長就任後は、合唱を通した地域住民の交流を醸成する社会貢献活動を行っている。

## 経歴
- 1986年（昭和61年）4月　日本大学生産工学部土木工学科卒業
- 1986年（昭和61年）4月　東急サービス(株)入社
- 1989年（平成元年）4月　(有)ステージオフィス（モデル・役者マネジメント、雑誌編集、テレビ制作）入社
- 1991年（平成3年）独立し、マネジメント、キャスティング等を行う
- 1998年（平成10年）6月1日　株式会社ピュアハーツ（芸能プロダクション、音楽全般のプロダクション他）設立
- 1999年（平成11年）(有)ピュアハーツ音楽出版（著作権 管理会社）設立
- 2000年（平成12年）中島啓江が所属となる
- 2006年（平成18年）子役専門の芸能プロダクション 株式会社キッズキャンディ（現 トレジャーハート）設立
- 2009年（平成21年）NPO法人音楽で日本の笑顔を（合唱を通した地域コミュニティ醸成）設立
- 2013年（平成25年）映画監督横山浩之を招き、芸能スクールをスタート
- 2014年（平成26年）11月23日 （株）ピュアハーツ所属アーティスト中島啓江が急逝
- 2015年（平成27年）「NPO法人音楽で日本の笑顔を」顧問に安田祥子が就任。サントリーホール大ホールにて、安田祥子等を招き中島啓江追悼公演をプロデュース [2]
- 2017年（平成29年）地方再生を目的に、映画監督横山浩之と、「イットジャパン」を設立。主役竹中直人、高樹澪、榎木さりな等を迎え、福島県白河市を舞台にした短編映画「おとめ桜」を制作、発表
- 2018年（平成30年）一般社団法人文化創成協会の理事に就任し、廣瀬智紀を主役に迎え、新国立劇場オペラパレスにて「スサノオと美琴」をプロデュース

## 人物
長野県松本市生まれ。父親は公務員。歌謡曲にしか馴染みがなかった小学５年生の時に、ラジオから流れるビートルズの「ヘイ・ジュード」に、脳天を撃ち抜かれたような感動を覚える。
中学時代もビートルズ関連のレコードを買い、貪るように聴いたビートルズフリークであった。ビートルズのクラシックの要素を含んだ多様な音楽性は、彼の礎となった。
1982年に長野県松本県ヶ丘高等学校卒業後、日本大学生産工学部土木工学科に進学。大学時代と新社会人時代は、芸術・音楽・バンド活動に情熱を注いだ。特に音楽はロックを中心とした音楽に傾倒した。1986年に大学卒業。
とある縁から、雑誌の編集・テレビ番組のキャスティング・モデルマネジメントを行う会社に入社。業界で経験を積み、ビートルズのような実力を持ち合わせ、長年愛される人を発掘し育て売り出したいと独立を決意。
1998年に株式会社ピュアハーツを設立し、「スタープロジェクト」に参加（錦野旦が所属する会社他と相互で総合マネジメントをする業務提携）。1999年有限会社ピュアハーツ音楽出版を設立し、音楽を中心とした方向に進出。
レコーディング、CD制作、発売を行い始める。オペラ歌手中島啓江とビートルズのカバーアルバムを作ったことをきっかけに、歌手中島啓江が株式会社ピュアハーツの所属となる。所属を超えた信頼関係で結ばれて、2007年1月7日より、中島啓江と阪神・淡路大震災他様々な被災地に寄付金を送る為の無料コンサートを東京で始め、彼女が亡くなる2014年まで続けた。
そして合唱を介した地域住民の交流を醸成する、「ＮＰＯ法人音楽で日本の笑顔を」を2009年に共に設立。ロック、R＆B好きであった岡田秀春は、中島啓江との出会いで、クラシックの素晴らしさを知り、コンサート・舞台の制作も学ぶ。
「NPО法人音楽で日本の笑顔を」が好調の最中、2014年11月23日、中島啓江が息苦しさを訴えてから一週間ほどで急逝した。心の支えであるパートナーであり仕事のパートナーでもある中島啓江を失い、絶望の淵に立たされた。
その時に彼を救ったのは、「NPО法人音楽で日本の笑顔を」に従事する、音楽を愛する音楽家とスタッフ・仲間達であった。
彼ら同志と共に、2015年には安田祥子を「NPО法人音楽で日本の笑顔を」の顧問に迎える。2017年より安田祥子と指揮者坂本和彦等と、被災地支援コンサート「音楽の旅アラカルト」を東京で行っている。2018年には宮城県南三陸町と共催で現地にて無料コンサートを行った。
2021年にはトレジャーハート・オンラインアカデミー『こどもYoutuberコース』を開講し、未来を担うこどもたちの育成に取り組んでいる。

## マネジメント
- 中島啓江
- 木村優一
- 青山和也
- 清水香里（現　フリー）
- JAMOSA（現　テンカラット）

他

## 音楽制作・CD

### メジャーレーベル（所属アーティスト）
- 清水香里　「A・LI・CE」（エイベックス）
- JAMOSA  「REMINISCING」（ユニバーサルミュージック）
- 中島啓江　「ソング・オブ・ジ・アース」（日本クラウン）
- 木村優一　「My World」作曲：岡田秀春[6]（日本クラウン）／「Is　This　Love？」作曲：岡田秀春[6]（徳間ジャパンコミュニケーションズ）

### 自社レーベル（所属アーティスト他）
- 中島啓江　「グッドナイト」「千の風になって」「ありがとう」他多数
- 森圭一郎　「一人じゃないから」
- 小貫岩夫　「ふたりのしらべ」
- 高樹澪　「明日への約束」
- 竹下裕美　「NOBODY KNOWS」
- 宮西希　「じゃぱのおと～Japanooto～「舞ひらり」

### 自社レーベル（コンピレーションアルバム）
- ジョー山中
- ペドロ&カプリシャス
- さとう宗幸
- クールス
- 葛城ユキ
- 憂歌団
- 志賀勝
- 平浩二
- ビリーバンバン
- 寺内タケシとブルージーンズ
- ウルトラマン名選集

他多数

## コンサート
- 中島啓江ライフワークの銀座博品館劇場での「夢で逢いましょう」定期公演を、2001年vol.8より2014年のvol.21まで17年間プロデュース。[注 1]
- 2015年、安田祥子等を招きサントリーホール大ホールにて「中島啓江一周忌追悼コンサート」[2]
- 2016年東京芸術劇場にて「スマイル合唱団フェスティバル～中島啓江三回忌追悼～」を開催
- 2016年には「夢で逢いましょう」Vol.22として、中島啓江追悼公演を開催。[7]

## 舞台

### オペラ
- 2016年　オペレッタ「こうもり」
出演：角田和弘、渡辺正行、小貫岩夫
会場：めぐろパーシモンホール
エグゼクティブプロデューサー：岡田秀春
- 2017年 オペラ「ひかりのゆりかご～熊になった男」[8]
出演：江口直人（どぶろっく）・森慎太郎（どぶろっく）、中鉢聡、光岡暁恵　他
会場：めぐろパーシモンホール 大ホール
プロデューサー：岡田秀春

### ミュージカル
- 2017年 市川森一原作　Super神話音楽劇「ドラマティック古事記ー神々の戦いと旅立ちの物語ー」[9]
出演：西島数博、真矢みき、秋川雅史、東儀秀樹、室田明、ジョン・健・ヌッツォ他
会場：新国立劇場オペラパレス
制作プロデューサー：岡田秀春
- 2018年 ファンタジック・オーケストラミュージカル「古事記～スサノオと美琴」[10]
出演：廣瀬智紀、木村咲哉、岡幸二郎、彩輝なお、月影瞳、折井あゆみ他
会場：新国立劇場オペラパレス
プロデューサー：岡田秀春

## 映画
- 2017年　地方再生プロジェクト「イットジャパン」制作の短編映画「おとめ桜」[11]
監督：横山浩之
出演：竹中直人、高樹澪、榎木さりな他
エグゼクティブプロデューサー：岡田秀春

## 番組
- 2010年　テレビ神奈川「スマイル合唱団」
出演：中島啓江他
プロデューサー：岡田秀春